# 1790年イギリス総選挙
1790年イギリス総選挙（英語: British general election, 1790）は、第17期グレートブリテン議会の庶民院議員を選出するために行われた選挙。

## 選挙の形勢
1783年より首相に就任していた小ピットはホイッグ党とトーリー党の連立政権を率いていた（第1次ピット内閣）。主な野党はチャールズ・ジェームズ・フォックスとポートランド公爵率いるホイッグ党の一派だった。

## 区割り
グレートブリテン議会が存在した全期間を通して、区割りが変更されることはなかった。

## 選挙の日付
総選挙は1790年6月16日から7月28日まで行われた。この時代の選挙は全ての選挙区で同時に行われず、各バラや郡でバラバラに行われた（ハスティングも参照）。
また1785年に法律が改正されて、カウンティ選挙の日数が最大15日に限定された以降の最初の選挙でもある。旧法では日数がそれ以上に延べることも可能であり、一例としては1774年のサセックス選挙区では投票所が開かれない日曜日を除いても投票日数が24日間もかかった。法改正の目的は競争の激しいカウンティ選挙に要する巨大な支出を軽減することだった。